# Dimitri Konstantinovitsj van Rusland

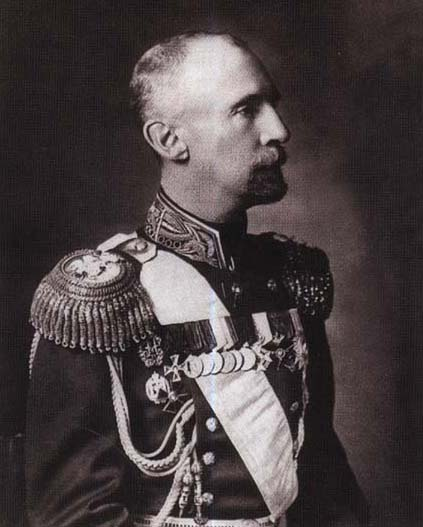
Dimitri Konstantinovitsj van Rusland

Dimitri Konstantinovitsj Romanov (Russisch: Димитрий Константинович) (Strelna bij Sint-Petersburg, 1 juni 1860 – Petrograd, 28 januari 1919), grootvorst van Rusland, was de zoon van grootvorst Constantijn Nikolajevitsj van Rusland en prinses Alexandra van Saksen-Altenburg. Hij was een kleinzoon van tsaar Nicolaas I.
Hij hield erg van paarden en wilde zich graag bij de cavalerie aansluiten. Zijn vader besloot echter dat hij bij de Russische marine zou gaan. Tijdens zijn eerste reis kwam hij erachter dat hij zeeziekte had. Toen hij weer thuis kwam, smeekte hij zijn vader hem bij de marine weg te laten gaan. Die wilde hier echter niets van horen. Zijn moeder kwam tussen beiden en uiteindelijk mocht Dimitri de marine verlaten. Hij kwam vervolgens terecht bij de hippische wachtgroep.
Omdat zijn oudere broer door zijn uitbundige levensstijl ernstig ziek was geworden, liet Dimitri’s moeder hem beloven dat hij nooit een glas alcohol zou drinken. Hij beloofde dat en heeft zich trouw aan deze belofte gehouden. Toen hij commandant bij het regiment van Grenadiers, kwam hij erachter dat het zeer moeilijk was om zich aan zijn beloftes te houden. Hij vroeg zijn moeder hem van zijn belofte te bevrijden, wat ze uiteindelijk ook deed. Tot die tijd had hij geen druppel alcohol gedronken.
Dimitri was een zeer trouw man en stelde zich erg dienstbaar op tegenover de tsaar. Van alle grootvorsten had hij misschien wel het meeste plichtsbesef. Hij cijferde zich voortdurend weg tegenover het landsbelang. Toen hij bijvoorbeeld een andere functie kreeg aangeboden, sloeg hij die af, omdat hij vond dat hij in zijn toenmalige functie meer voor zijn land kon betekenen.
Hij werd tijdens de Russische Revolutie te Sint-Petersburg, Rusland, op commando van Grigori Zinovjev geëxecuteerd.